# Johannesbergs slott
Johannesbergs slott är en herrgård i Gottröra socken i Uppland och Norrtälje kommun, cirka två kilometer öster om Gottröra kyrka.

## Historik
Herrgården, som ursprungligen hette Djursby, ägdes under senare delen av 1600-talet av Johan Leijonhufvud, som skänkte den till sin släkting, Adam Ludwig Lewenhaupt, som till tack ändrade namnet till Johannesberg efter honom.
Efter Lewenhaupt innehades godset av adelsätter som Banér, Gyllenstierna, Horn af Åminne och Lagergren. Vid 1800-talets slut övertogs det av en grosshandlare som hette Grönvall. Under hans tid brann huvudbyggnaden ner, och den återuppfördes kring sekelskiftet av familjen Conti. På 1920-talet köptes gården av familjen Bergengren. De hyrde under andra världskriget ut huvudbyggnaden till den norska staten, som bedrev utbildning för Polistrupperna på gården. Till minne av detta står en minnessten, rest 1990, i herrgårdens park.
Herrgården var obebodd mellan 1967 och 1987, varefter den totalrenoverades. Sedan 1989 bedrivs konferensverksamhet på godset.
Johannesbergs slott stod under åtta dagar i december 2018 värd för de FN-ledda fredsförhandlingarna mellan företrädare för Jemens regering och huthirebellerna, sedan Sverige accepterat värdskap för dessa i samband med konflikten i Jemen.